# Billy-sur-Ourcq
Billy-sur-Ourcq es una comuna francesa, situada en el departamento de Aisne, de la región de Alta Francia.

## Demografía
| 200 | 205 | 206 | 201 | 208 | 201 | 220 | 215 |
| Para los censos de 1962 a 1999 la población legal corresponde a la población sin duplicidades (Fuente: INSEE [Consultar]) |     |     |     |     |     |     |     |